# Календарь (фильм, 1948)
«Календарь» (англ. The Calendar) — черно-белый британский драматический фильм 1948 года режиссёра Артура Крэбтри. Главные роли сыграли Грета Гюнт, Джон МакКаллум, Рэймонд Ловелл и Лесли Дуайер. Фильм был снят по пьесе «Календарь»1929 года и последующему роману Эдгара Уоллеса, который был ранее адаптирован в 1931 году.

## Сюжет
Невеста (Грета Гюнт) владельца скаковой лошади (Джон МакКаллум), проиграв все деньги жениха на скачках, бросает его и выходит замуж за аристократа (Рэймонд Ловелл). Заливая своё горе, владелец скаковой лошади оказывается вовлечённым в крупный скандал на скачках. Ему придётся украсть собственную призовую лошадь, чтобы увеличить шансы на победу в других скачках и выиграть Золотой Кубок Аскота. Сможет ли он отыграть своё состояние и найти любовь?

## В ролях
- Грета Гюнт — Венда Паннифорд
- Джон МакКаллум — капитан Гарри Энсон
- Рэймонд Ловелл — лорд Вилли Паннифорд
- Соня Холм — леди Молли Паннифорд
- Лесли Дуайер — Сэм Хиллкотт
- Чарльз Виктор — Джон Дори
- Феликс Эйлмер — лорд Форлингем
- Диана Дорс — Хокинс
- Сирил Чемберлен — таможенный служащий
- Сидни Кинг — Тони
- Ноэль Хоулетт — юрист
- Барри Джонс — сэр Джон Гарт
- Клод Бейли — лорд Инспонд
- Десмонд Робертс — Рейнби
- Фред Пейн — Энди Линн

## Съемки
Фильм снимался в Аскоте и Херст-парке.

## Критика
Britmovie назвал фильм «пресной мелодрамой», тогда как Дэвид Паркинсон написал в Radio Times: «Британское кино сильно зависело от детективных историй Эдгара Уоллеса в начале эпохи звукового кино. Немногие из этих скрипучих триллеров когда-либо переснимались, пока кто-то в Gainsborough Productions не решил, что настало для этого время. Британский акцент и усиленное переигрывание… поклонникам Дика Фрэнсиса это может показаться забавным.»